# Fejenálló lazac
A fejenálló lazac (Chilodus punctatus) a sugarasúszójú halak (Actinopterygii) osztályába, a pontylazacalakúak (Characiformes) rendjébe és a pontylazacfélék (Characidae) családjába tartozó faj.

## Előfordulása
Dél-amerika, Amazonas és az Orinoco folyókban találhatók meg.

## Megjelenése
Testhossza 7-8 cm. Nevét azért kapta mert teste 70°-os szöget zár be a talajjal. Színe barnásszürke, nagy pikkelyein világosabb szegélyű sötét pontok láthatóak. A nőstény hasa gömbölyded.

## Életmódja
Szája kicsi, ezért csak az apró élő eleséget tudja megenni, amit a földön talál. 100 literes akváriumba maximum 6-7 példányt tartsunk. Nyugodt  fajta, nem verekszik még a nála kisebb fajta halakkal sem.

## Szaporodása
A halak ívatását 25-30 literes akváriumban kíséreljük meg, melybe ikrázórácsot és arra jávamohát, vagy perlon műnövényt rakjunk. Az ikrával telt nőstények nagyobbak, gömbölyűbb hasúak, mint a hímek. Az így kiválasztott párt  26-28 °C hőmérsékletű, igen lágy vízbe (2-3 nk°), melyet tőzegen keresztül filtráltunk. 2-3 nap alatt megszokják új helyüket és a növények közé bújva több száz, a kongólazacéhoz hasonló, megduzzadó ikrát raknak le.A víz keménységétől és a hőmérsékletétől függően 6-7 nap a kikelési idejük.